# Grèce aux Jeux olympiques de 1900
L’équipe olympique de Grèce, comptant trois athlètes, n’a remporté aucune médaille lors de ces Jeux olympiques d'été de 1900 à Paris. Trois concurrents ont participé à quatre épreuves dans deux disciplines.

## Engagés grecs par sport

### Athlétisme
La Grèce présente deux athlètes médaillés en 1896 à Athènes. Panayótis Paraskevópoulos prend les quatrième et cinquième places, rangs honorables. Sotírios Versís ne réalise aucun jet valable.
| Épreuves         | Athlète                   | Série         | Série | Finale       | Finale  |
| Épreuves         | Athlète                   | Performance   | Rang  | Performance  | Rang    |
| ---------------- | ------------------------- | ------------- | ----- | ------------ | ------- |
| Lancer du poids  | Panayótis Paraskevópoulos | 11,29 mètres  | 5e    | 11,52 mètres | 5e      |
| Lancer du poids  | Sotírios Versís           | pas de marque | -     | Éliminé      | Éliminé |
| Lancer du disque | Panayótis Paraskevópoulos | 34,04 mètres  | 4e    | 34,50 mètres | 4e      |

### Golf
La Grèce est une des quatre nations à être présentes sur le premier concours de golf aux Jeux olympiques.
| Épreuves                     | Place | Athlète            | Résultat |
| ---------------------------- | ----- | ------------------ | -------- |
| Parcours masculin (36 trous) | 11e   | Alexandros Mercati | 246      |

## Sources
- (en) Cet article est partiellement ou en totalité issu de l’article de Wikipédia en anglais intitulé « Greece at the 1900 Summer Olympics » (voir la liste des auteurs).